# Camaridium christobalense
Camaridium christobalense är en orkidéart som först beskrevs av Heinrich Gustav Reichenbach, och fick sitt nu gällande namn av Frederico Carlos Hoehne. Camaridium christobalense ingår i släktet Camaridium och familjen orkidéer. Inga underarter finns listade i Catalogue of Life.